# Cantón de Moïta-Verde
El cantón de Moïta-Verde era una división administrativa francesa que estaba situada en el departamento de Alta Córcega y la región de Córcega.

## Composición
El cantón estaba formado por catorce comunas:
- Aléria
- Ampriani
- Campi
- Canale-di-Verde
- Chiatra
- Linguizzetta
- Matra
- Moïta
- Pianello
- Pietra-di-Verde
- Tallone
- Tox
- Zalana
- Zuani

## Supresión del cantón de Moïta-Verde
En aplicación del Decreto nº 2014-255 de 26 de febrero de 2014, el cantón de Moïta-Verde fue suprimido el 22 de marzo de 2015 y sus 14 comunas pasaron a formar parte, tres del nuevo cantón de Castagniccia y once del nuevo cantón de Ghisonaccia.